# 安顺福
安顺福（1915年—1938年10月），女，朝鲜族，东北抗日联军第四军被服厂厂长，八女投江烈士之一。

## 生平
1915年初春，安顺福出生于吉林省穆棱县穆棱镇新安屯的一个贫苦农民家庭。她的父亲安德仁、大哥安逸山、二哥安光燮都是地下革命党。安顺福十几岁的时候就跟着大人一起从事反日运动，散发传单，站岗放哨。1933年2月，她与李延禄的抗日救国军第四团政委朴德山结婚。:194-195:268
1932年3月，日军扫荡新安屯，安顺福的父亲安德仁、二哥安光燮等7人被杀害。此后，安顺福加入了李延禄的抗日队伍。1935年6月，她的丈夫朴德山在战斗中牺牲。1936年2月，李延禄的队伍被改编为东北抗日联军第四军，安顺福被任命为被服厂厂长，并被吸收加入中国共产党。:196-197:269
1938年春，日军以数倍的兵力大规模围剿抗日联军。安顺福所在的抗联第四军与抗联第五军一起被迫西征。两军女兵被合并为妇女团，隶属于五军一师。同年8月中旬，五军在五常县遭到飞机的轰炸与围攻，主力部队仅剩百余人，妇女团则仅剩下安顺福等8人。同年10月下旬，五军一师在林口县露宿时遭到突袭。妇女团发现后开枪将日军引到乌斯浑河边，子弹用尽后，八人为不被俘虏，投江牺牲，史称“八女投江”。:198-200:272-276

## 纪念
- 黑龙江省牡丹江市林口县刁翎镇八女投江牺牲处建有八女投江纪念碑和纪念馆[4]。
- 黑龙江省牡丹江市江滨公园建有安顺福等八女投江群雕[5]。
- 东北电影制片厂1949年出品的《中华女儿》和八一电影制片厂1987年出品《八女投江》都是以安顺福等八女投江为原型[6][7]。